# Lešnica (gmina Novo mesto)
Lešnica – wieś w Słowenii, w gminie miejskiej Novo mesto. W 2018 roku liczyła 102 mieszkańców. 